# Ваджа
Ваджа (также вагга; англ. waja, wagga; самоназвание: wịyáà) — адамава-убангийский народ, населяющий восточную часть Нигерии, область к северу от реки Бенуэ на правом берегу Гонголы (районы Баланга, Акко и Ямалту-Деба штата Гомбе, район Мичика штата Адамава, район Гвоза штата Борно и район Бали штата Тараба). Рядом с областью расселения ваджа находятся этнические территории чам-мона, лонгуда, тула, тангале и других народов.
По оценкам, опубликованным на сайте организации Joshua Project, численность народа ваджа составляет около 134 000 человек.
Народ ваджа говорит на языке ваджа адамава-убангийской семьи нигеро-конголезской макросемьи. Область распространения ваджа делится на два диалектных ареала — деруво (ваджан дутсе) и собственно ваджа (ваджан каса). Различия между диалектными ареалами незначительны. Язык ваджа известен также под названиями «ньян вийяу», «вийяа», «вуйя», «вагга» (самоназвание — nyan wịyáù). В классификациях языков адамава, представленных в справочнике языков мира Ethnologue и в «Большой российской энциклопедии», язык ваджа вместе с языками бангвинджи и тула входит в состав подгруппы тула группы ваджа ветви ваджа-джен. Письменность создана на базе латинского алфавита. Как второй язык ваджа распространён среди носителей языков дадийя и лонгуда. Численность говорящих на языке ваджа, согласно данным, опубликованным в справочнике Ethnologue, составляет около 60 000 человек (1989). Помимо родного языка представители народа ваджа также говорят на широко распространённом в Восточной Нигерии языке фула (в варианте нигерийский фульфульде).
Большинство представителей народа ваджа придерживается традиционных верований (67,5 %), часть из них также исповедует ислам (20 %) и христианство (12,5 %).